# Sant Privat d'en Bas
Sant Privat d'en Bas är en ort i Spanien.   Den ligger i provinsen Província de Girona och regionen Katalonien, i den östra delen av landet, 500 km öster om huvudstaden Madrid. Sant Privat d'en Bas ligger 552 meter över havet och antalet invånare är 885.
Terrängen runt Sant Privat d'en Bas är lite bergig. Runt Sant Privat d'en Bas är det glesbefolkat, med 15 invånare per kvadratkilometer. Närmaste större samhälle är Olot, 7,5 km nordost om Sant Privat d'en Bas. I omgivningarna runt Sant Privat d'en Bas växer i huvudsak blandskog.